# 여남초등학교 항금분교
여남초등학교 향금분교는 대한민국 전라남도 여수시 남면 용머리길 29 (유송리)에 있었던 공립 초등학교이다.

## 학교 연혁
- 1939년 4월 1일 항금사립간이학교 설립
- 1948년 9월 30일 유송공립국민학교 항금분교장 설립 인가
- 1949년 5월 6일 유송국민학교 항금분교장 개교
- 1962년 2월 30일 항금국민학교로 승격
- 1984. 03. 01 유송국민학교 항금분교장으로 격하
- 1990. 03. 01 여남국민학교 항금분교장으로 개명
- 1996. 03. 01 여남초등학교 항금분교장으로 개칭
- 2000. 03. 01 여남초등학교로 통폐합